# Novák András (festő)
Novák András (Rákoskeresztúr, 1936. november 4. – Szeged, 2017. január 10.) magyar festőművész, grafikus.

## Életrajza
1957 és 1962 között a Magyar Képzőművészeti Főiskolán tanult. Mesterei: Kmetty János, Hincz Gyula és Domanovszky Endre voltak. Tanulmányúton Amszterdamban, Párizsban, Athénben, Stuttgartban, valamint Dániában és az Egyesült Államokban járt. Szegeden élt. Első kiállítása 1963-ban volt. Munkássága során két murális megbízást teljesített: Mohácson sgraffitót, Sályban freskót festett. Első önálló szegedi tárlatát 1970 júniusában a Móra Ferenc Múzeumban rendezte meg.

## Kiállítások

### Egyéni tárlatok
- Szegeden több alkalommal
- Szabadka (1971)
- Debrecen (1982)
- Szeged (1984, Önarckép című tárlat)
- Gyöngyös (1988)
- Szolnok (1995)
- Budapest (1993).
- szegedi Móra Ferenc Múzeum (1996, gyűjteményes tárlat)

### Csoportos tárlatok
- Műcsarnok (1968)
- szegedi Nyári Tárlatok
- Táblakép-festészeti Biennálékon

## Díjai
- Juhász Gyula-díj (1978)
- az 5. Táblakép-festészeti Triennálé díja (1994)
- a 6. Táblakép-festészeti Biennálé díja (1996)
- Gregor József-díj (2000)